# Milyeringidae
Die Milyeringidae sind eine Fischfamilie aus der Ordnung der Grundelartigen (Gobiiformes). Der Familie werden zwei Gattungen zugeordnet, Milyeringa, die mit zwei Arten in Höhlengewässern auf dem North West Cape, einer großen Halbinsel an der Nordwestküste Australiens, vorkommt, und Typhleotris aus Kalksteinhöhlen an der Südwestküste Madagaskars.

## Merkmale
Die Arten der Milyeringidae besitzen eine typische, stämmige Grundelgestalt und werden maximal 10 cm lang. Sie sind meist pigmentlos (eine Art ist bräunlich) und besitzen keine Augen. Der Kopf ist breit und abgeflacht, das Maul schaufelförmig. Freie Neuromasten (durch Poren mit dem offenen Wasser verbundene Sinnesorgane, mit denen die Fische Druckveränderungen und Schallwellen wahrnehmen können) sind auf dem Kopf zahlreich und in Quer- und Längsreihen angeordnet. Alle Arten der Milyeringidae kommen nur in Kalkstein- und Karsthöhlen vor.

## Gattungen und Arten
- Gattung Milyeringa
  - Milyeringa justitia Larson & Foster, 2013
  - Milyeringa veritas Whitley, 1945
- Gattung Typhleotris
  - Typhleotris madagascariensis Petit, 1933
  - Typhleotris mararybe Sparks & Chakrabarty, 2012
  - Typhleotris pauliani Arnoult, 1959